# 投資者及理財教育委員會
投資者及理財教育委員會（簡稱投委會，IFEC），前稱「投資者教育中心」，是香港證券及期貨事務監察委員會轄下一間獨立的公營機構，於2012年11月20日成立，主要為香港市民提供投資者及理財教育。2019年1月17日改為現稱。
委員會的成立背景沿於雷曼兄弟迷你債券事件，立法會轄下「研究雷曼兄弟相關迷你債券及結構性金融產品所引起的事宜小組委員會」提交正式報告及少數報告，同時要求政府改革市場監管制度。及後政府提交《2012年證券及期貨（修訂）條例草案》，其中包括賦權證監會成立跨界別的投資者教育中心，並於當年4月25日獲立法會得通過，5月4日刊憲生效。
投委會同時擔任「香港金融理財知識和能力策略」秘書處的職務，旨在凝聚各界別持份者的熱誠和努力，訂立共同目標以應對香港市民對金融理財教育的需要。

## 簡介
委員會主要提供金融理財知識，妥善管理自己的財富，推行與整個金融界相關的教育，包括銀行、保險、投資、退休計劃以至整體財富管理方面的多種教育工作。
於2016年4月，投資者及理財教育委員會（投委會）推出獨立及持平公正的理財教育平台「錢家有道」，免費提供金融理財資訊、教育資源及工具，以協助香港市民計劃及管理個人財務。

## 管治架構

### 歷任主席
- 鄭國漢（2012年11月30日－2016年12月31日）
- 黃天祐（2017年1月1日－2018年10月19日）
- 黃嘉純（2018年10月20日－2021年11月14日）
- 杜淦堃（2021年11月15日－）

### 歷任總經理
- 黎昊華（2012年11月20日－2014年6月23日）
- 李博衛（2014年6月23日－2020年5月18日）
- 李婉秋（2020年5月18日－）

### 管治委員會[4]
該管治委員會員包括證監會主席、該中心總經理、香港金融管理局、強制性公積金計劃管理局、保險業監理處和證監會四個金融監管機構的代表，金融業和教育局的代表。

### 諮詢委員會[4]
該諮詢委員會員包括該中心總經理、相關有經驗金融界的代表。

### 諮詢小組[4]
該諮詢小組包括青少年金融理財教育諮詢小組、基層人士金融理財教育諮詢小組和長者金融理財教育諮詢小組。